# TERMIUM Plus
TERMIUM Plus est la banque de données terminologiques et linguistiques du gouvernement du Canada.
La banque compte près de quatre millions de termes tant généraux que spécialisés et propose pour chacun des équivalents dans les deux langues officielles du Canada (français et anglais) et parfois même en espagnol ou en portugais. Elle contient des abréviations, des acronymes, des synonymes, des noms de lieux géographiques, des appellations officielles d’organismes, de titres de lois et de programmes, des unités phraséologiques et des exemples d’utilisation.
Elle comprend en outre quatorze outils d’aide à la rédaction et à la traduction qui fournissent des conseils sur des questions de style et d'usage propres au français, à l'anglais et à l'espagnol. Chacun de ces outils porte sur un type de difficulté, comme la conjugaison, la grammaire et les normes de rédaction.
Les fiches de TERMIUM Plus sont rédigées par des langagiers professionnels du Bureau de la traduction du gouvernement du Canada.
Depuis le 8 octobre 2009, TERMIUM Plus est accessible en ligne sans frais. Elle est également disponible sous la Licence du gouvernement ouvert Canada. 

## Histoire
TERMIUM Plus a été originellement développée à l'université de Montréal en octobre 1970. La base de données, initialement intitulée Banque de Terminologie de l’Université de Montréal (BTUM), était sous la direction de Marcel Paré, avec pour vision de produire le plus flexible glossaire bilingue qui serait accessible à tous. BTUM était originellement financé par des donateurs privés et des subventions gouvernementales, et elle a crû avec l'aide de professionnels du domaine de la traduction durant les années subséquentes. En 1975, la BTUM a été capable d'obtenir des données et des réactions d'usagers en collaboration avec les services linguistiques de Bell Canada.
Par contre, à la fin 1974, le Bureau de la traduction (une division du département du Secrétaire d'État) a montré de l'intérêt à prendre en charge la BTUM. Le but du Bureau de traduction à cette époque était de standardiser la terminologie à travers la fonction publique, ainsi que l'administration publique fédérale. En janvier 1976, le Département du Secrétaire d'État a acquis officiellement la BTUM, et lui a donné le nom de TERMIUM (TERMInologie Université de Montréal). Le système fut alors transféré à l'ordinateur central du gouvernement du Canada à Ottawa, et commença à intégrer environ 175 000 fiches que la BTUM avait déjà compilées, avec les fiches sur lesquelles le Bureau de la traduction avait déjà travaillé. Dans les années qui ont suivi, le bureau a commencé le processus de triage, ainsi que le processus d'entrée à l'ordinateur. La base de données a crû jusqu'à atteindre 900 000 fiches en 1987.
Alors que le nombre de fiches terminologiques augmentait dans TERMIUM, le gouvernement reçut une proposition en 1985, d'une compagnie torontoise, pour lancer TERMIUM en format CD-ROM, pour rendre la base de données plus accessible aux utilisateurs. À l'automne 1987, un projet pilote pour CDROM fut lancé pour collecter les réactions de ses usagers, qui comprenaient des services du Bureau de traduction et des entreprises privées canadiennes. Après un peu de compilation de données et d'examen, le bureau y a incorporé un système d'indexation pour améliorer la vitesse et la justesse de l'extraction de termes.
À partir de 1990, TERMIUM sur CD-ROM était commercialement disponible par abonnement (avec des frais de 1 100 à 1 500 dollars par an). Les mises à jour étaient publiées à chaque trois ou quatre mois.
En 1996, TERMIUM sur CD-ROM a reçu un prix de l'ATIO (Association des traducteurs et interprètes de l'Ontario).
Depuis octobre 2009, TERMIUM Plus et un ensemble d'outils linguistiques du Portail linguistique du Canada furent lancés en tant que site web à accès libre.